# Marie Hessle
Marie Hessle, född 1943, är leg. psykolog och var åren 2004-2006 nationell samordnare för regeringens utredning om asylsökande barn med uppgivenhetssyndrom.
Hessle är specialist i klinisk psykologi och arbetade de sista femton åren av sin yrkesmässiga karriär med asylsökande barn och unga vuxna, dels som enhetschef för Flyktingenheten BUP i Stockholm, dels vid Flyktinghälsovården på Carlslund i Upplands Väsby. Hon har även haft internationella uppdrag i bland annat  Bosnien och Kosovo. Den statliga utredningen "Asylsökande barn med uppgivenhetssymtom: kunskapsöversikt och kartläggning"  utsattes för stark kritik från flera riksdagspartier. Marie Hessle disputerade hösten 2009 med en doktorsavhandling i pedagogik, "Ensamkommande men inte ensamma. Tioårsuppföljning av ensamkommande asylsökande flyktingbarns livsvillkor och erfarenheter som unga vuxna i Sverige."